# いつも何度でも/いのちの名前
「いつも何度でも/いのちの名前」（いつもなんどでも / いのちのなまえ）は、木村弓の1作目のシングル。2001年7月18日に徳間ジャパンコミュニケーションズから発売された。

## 概要

### いつも何度でも
スタジオジブリの映画『千と千尋の神隠し』の主題歌。元々はお蔵入りになった映画『煙突描きのリン』のために制作された。歌詞の最初の2行までは木村自身が考えたが、後がうまく思いつかなかったため、友人の覚和歌子に作詞を依頼した。

### いのちの名前
『千と千尋の神隠し』のテーマソング。映画全体の音楽を担当した久石譲の作曲による。『千と千尋の神隠し イメージアルバム』収録版の『あの日の川へ』に覚和歌子が歌詞を付けたもので、楽曲構成やアレンジはそちらに準じている。

## 収録曲
1. いつも何度でも [3:36]
作詞：覚和歌子、作曲：木村弓
2. いのちの名前 [3:50]
作詞：覚和歌子、作曲・編曲：久石譲
3. いのちの名前（インストゥルメンタル）
作曲・編曲：久石譲

## タイアップ
| 曲名           | タイアップ                                             |
| -------------- | ------------------------------------------------------ |
| いつも何度でも | スタジオジブリ制作映画『千と千尋の神隠し』主題歌       |
| いのちの名前   | スタジオジブリ制作映画『千と千尋の神隠し』テーマソング |

## カバーの収録ディスク

### いつも何度でも（カバー）
| 発売日         | アーティスト                  | 収録アルバム・シングル                           |
| -------------- | ----------------------------- | ------------------------------------------------ |
| 2001年7月18日  | 久石譲                        | 千と千尋の神隠し サウンドトラック                |
| 2002年2月21日  | 林奈穂                        | TVこどものうた ミニモニ。テレフォンリンリンリン! |
| 2002年3月27日  | 小原孝                        | 〜the most relaxing〜feel presents New ASIA      |
| 2002年10月9日  | アンドレ・リュウ              | 世界ワルツ紀行                                   |
| 2002年11月20日 | HEAVY HITTER♂ & The Friends   | アニメどパンク甲子園                             |
| 2003年1月22日  | 宗次郎                        | オカリナ・エチュード5〜スクリーン・ミュージック  |
| 2003年6月18日  | ジャネット・アレキサンダー    | オープン・スカイ                                 |
| 2004年11月17日 | 覚和歌子                      | 青空1号                                          |
| 2006年11月1日  | ナターシャ・グジー            | ふるさと～伝えたい想い                           |
| 2008年2月27日  | THITIKA                       | BossaNova DE GHIBLI                              |
| 2008年7月2日   | DAISHI DANCE                  | the ジブリ set                                   |
| 2008年7月9日   | 東京ブラススタイル            | ブラスタジブリ                                   |
| 2010年8月25日  | ならゆりあ                    | ジブリだいすき                                   |
| 2011年4月13日  | Imaginary Flying Machines     | Princess Ghibli                                  |
| 2012年1月14日  | 今井ゆうぞう                  | W.A.L.K.                                         |
| 2016年12月21日 | 朝倉さや                      | 日本漬け                                         |
| 2017年4月26日  | The Retrievers feat. 初音ミク | The Retrievers feat.初音ミク〜ジブリを歌う〜     |

### いのちの名前（カバー）
| 発売日         | アーティスト                     | 収録アルバム・シングル                                    | 備考 |
| -------------- | -------------------------------- | --------------------------------------------------------- | --- |
| 2003年2月19日  | ロビー・ラカトシュ               | ラカトシュ ベスト・オブ・ベスト                           | |
| 2005年9月28日  | 平原綾香                         | 晩夏（ひとりの季節）/いのちの名前                         | 同年8月5日に放送されたテレビ番組『ヒロシマ 〜あの時、原爆投下は止められた〜』（BBC・TBS共同制作）の主題歌として使用された。放送後、問い合わせやCD化の要望が殺到し、急遽前者のシングルが発売された。 |
| 2005年11月2日  | 平原綾香                         | From To                                                   | 同年8月5日に放送されたテレビ番組『ヒロシマ 〜あの時、原爆投下は止められた〜』（BBC・TBS共同制作）の主題歌として使用された。放送後、問い合わせやCD化の要望が殺到し、急遽前者のシングルが発売された。 |
| 2007年11月14日 | Combo Caribe                     | Moisture with Steelpan                                    | |
| 2008年1月9日   | SIERRA                           | Heavenly U                                                | |
| 2015年10月21日 | 蘭寿とむ                         | Le Ange（ル アンジュ）                                    | |
| 2018年6月27日  | 鶫真衣・陸上自衛隊中部方面音楽隊 | いのちの音                                                | |
| 2020年12月9日  | Wakana                           | Wakana Covers ～Anime Classics～                          | |
| 2022年5月4日   | 石川由依                         | いのちの名前 - from CrosSing                              | |
| 2023年11月1日  | 幾田りら                         | トリビュートアルバム「ジブリをうたう」                    | |
| 2025年1月15日  | 高野菜々                         | ミュージカルだいすき♪ 夢とあこがれの ミュージカル・ソング | |